# Kääpa
Kääpa är centralort i Saare kommun i Estland. Den ligger i landskapet Jõgevamaa, 150 km sydost om huvudstaden Tallinn. Kääpa ligger 45 meter över havet och antalet invånare är 258.
Runt Kääpa är det mycket glesbefolkat, med 7 invånare per kvadratkilometer. Närmaste större samhälle är Mustvee, 18 km norr om Kääpa. I omgivningarna runt Kääpa växer i huvudsak blandskog.
Trakten ingår i den hemiboreala klimatzonen. Årsmedeltemperaturen i trakten är 5,8 °C. Den varmaste månaden är juli, då medeltemperaturen är 17,6 °C, och den kallaste är februari, med −5,1 °C.